# Publius Calpurnius Macer Caulius Rufus
Publius Calpurnius Macer Caulius Rufus war ein im 1. und 2. Jahrhundert n. Chr. lebender Angehöriger des römischen Senatorenstandes. In dem Militärdiplom von 111 wird sein Name als Publius Calpurnius Macer angegeben.
Durch die Fasti Ostienses ist belegt, dass Macer 103 zusammen mit Annius Mela Suffektkonsul war; die beiden übten dieses Amt im letzten Nundinium, vom 1. Oktober bis zum 31. Dezember, aus.
Durch ein Militärdiplom, das auf den 25. September 111 datiert ist und durch eine Inschrift, die auf 112 datiert ist, ist belegt, dass er von 111 bis 112 Statthalter (Legatus Augusti pro praetore) in der Provinz Moesia inferior war. Vermutlich ist er noch auf einem weiteren Militärdiplom, das auf 113 datiert ist, aufgeführt; er dürfte dieses Amt daher von 110 bis 113 ausgeübt haben.
Macer war ein Freund von Plinius. Zwei seiner Briefe (V, 18 und VI, 24) sind an Macer gerichtet; in einer Antwort von Trajan an Plinius (X, 42) wird er erwähnt.